# Acanthoderini

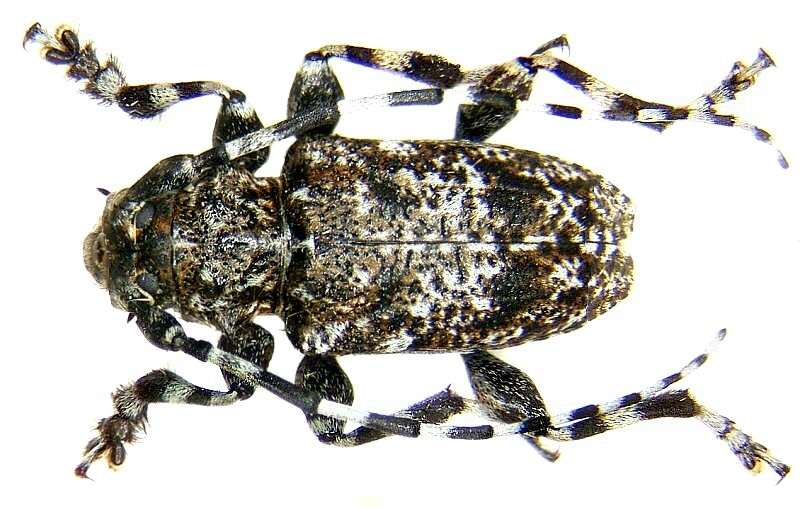
Acanthoderes clavipes

Los acantoderinos (Acanthoderini) son una  tribu de coleópteros crisomeloideos de la familia Cerambycidae.
Hay más de 500 especies en alrededor de 70 géneros, la gran mayoría en Sudamérica.

## Géneros
Algunos géneros:
- Acakyra
- Acanthoderes
- Aegomorphus Haldeman, 1847
- Aegoschema
- Alphus
- Amblysaphes
- Anasillus
- Anoreina
- Ateralphus
- Azygocera
- Berningerus
- Callapoecoides
- Catuana
- Cosmotomidius
- Cotycicuiara
- Cotyzineus
- Criopsis
- Discopus
- Dryoctenes
- Dufauxia
- Eupromerella
- Exalphus
- Formozotroctes
- Grandateralphus
- Hedypathes
- Irundisaua
- Itajutinga
- Macronemus
- Melzerus
- Meridiotroctes
- Miriochrus
- Mundeu
- Myoxinus
- Myoxomorpha
- Necalphus
- Nesozineus
- Noxnympha
- Octotapnia
- Oplosia Mulsant, 1863
- Ozotroctes
- Paracanista
- Paradiscopus
- Parapolyacanthia
- Penaherreraus
- Peritapnia Horn, 1894
- Plagiosarus
- Plistonax
- Psapharoctes
- Pseudaethomerus
- Pseudotapnia
- Pteridotelus
- Punctozotroctes
- Pycnomorphidiellus
- Pyrianoreina
- Scleronotus
- Scythropopsis
- Sorelia
- Spinozotroctes
- Steirastoma Lepeletier and Audinet-Serville in Lacordaire, 1830
- Sychnomerus
- Symperasmus
- Taurorcus
- Tetrasarus
- Trichoanoreina
- Urangaua
- Wappesicus
- Zikanita